# Mrauk-U

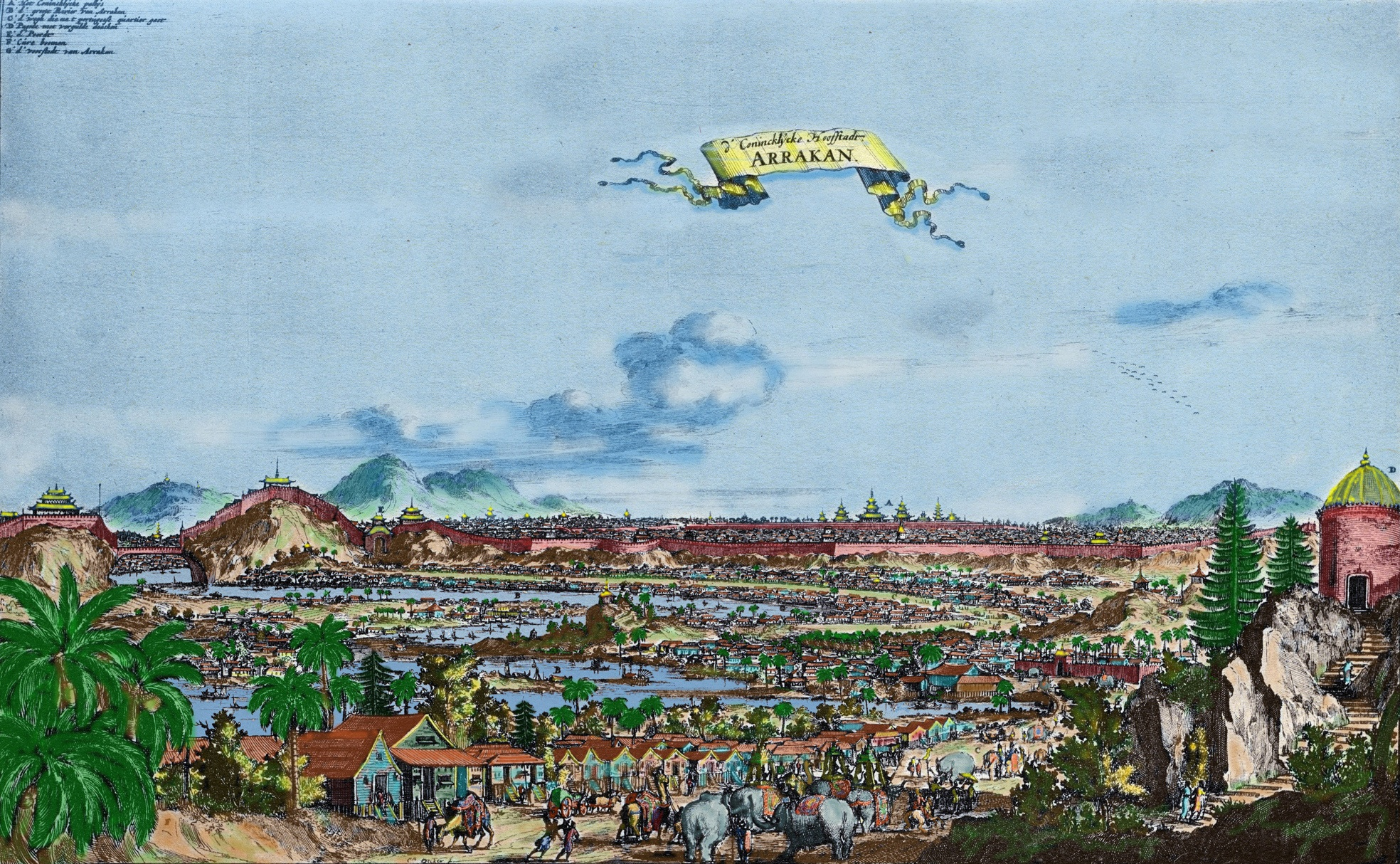
Vista de Mrauk-U, ou Arrakan (cidade de Arracão) no primeiro plano o bairro português de Daingri-pet. In Wouter Schouten : Oost-Indische Voyagie, t.o. p. 148. 1676.

Mrauk-U (em birmanês: မြောက်‌ဦးမြို့, MLCTS=mrauk u: mrui), também chamada Mrohaung, a Cidade do Arracão dos relatos portugueses dos séculos XVI e XVII (mas Bocarro dá-lhe o nome de Borgolo), é uma cidade da Birmânia situada no norte do Arracão. Foi capital do reino deste mesmo nome, entre 1431 e sua tomada pelos birmaneses em 1785.

## Geografia

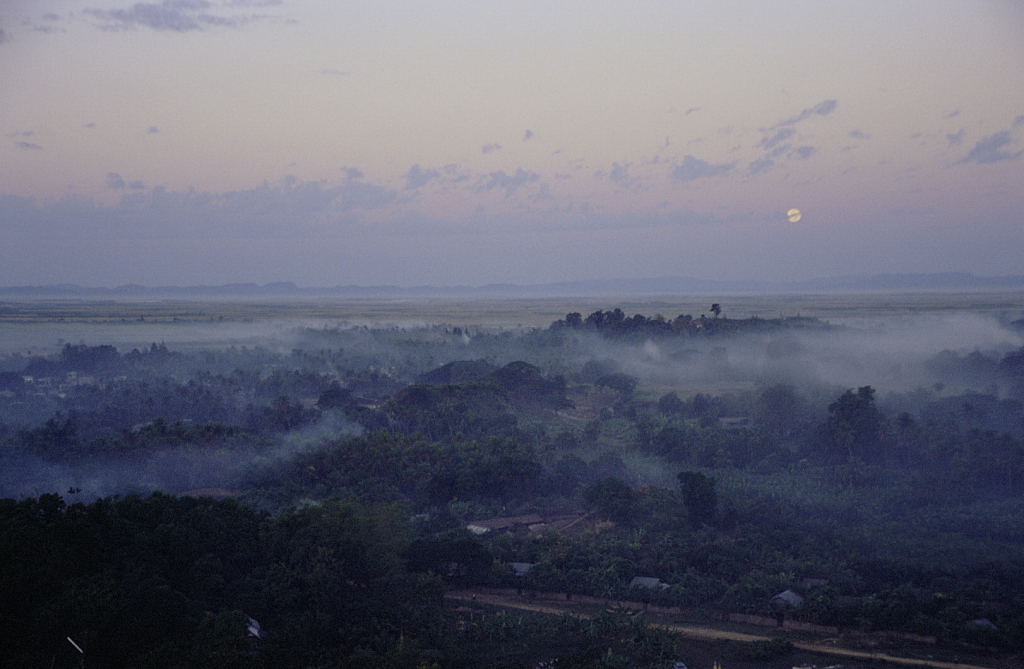
Mrauk-U de manhã cedo, setembro de 2007

A cidade encontra-se a oeste do rio Kaladan. É rodeada de serras ao norte e sul e produz grandes quantidades de arroz.

## História
Em 1431, o rei Min Saw Mon fez de Mrauk-U a capital do último reino de Arracão unificado. A cidade teve até 120,000 habitantes no meio do século XVI. Tinha relações comerciais com Portugal, Países Baixos, Ava, Pegu, Arábia, Pérsia e Índia. Nos seus arrabaldes existiu uma importante comunidade portuguesa, cujo bairro Daingri-pet, vem desenhado numa gravura do livro de Wouter Schouten: Die Reise nach Ostinden (Viagens às Índias Orientais), publicado em 1676. Era aí que os reis de Arracão, encontravam os seus melhores artilheiros e marinheiros. Comerciava entre outros, arroz, algodão, rubis, elefantes, cavalos, escravos, marfim, cauri e especiarias.
No momento da sua expansão máxima, Mrauk-U controlava a metade do atual Bangladexe, com Daca e Chatigão, o atual estado de Arracão e toda a parte oeste da Baixa Birmânia.
Durante esse período, os seus reis emitiam moedas estampadas em arracanês, em caracteres cúficos e em língua bengali. Utilisaram também, sendo budistas, um nome de rei muçulmano até 1635. Eles construíram numerosos templos e stûpas, cujo muitos existem ainda hoje. Os mais célebres são o templo de Shitthaung (Templo das Oitenta Mil Imagens ou Templo da Vitória), o templo de Htukkanthein  (Sala de ordinação de Htukkan), o Koe-thaung (Templo das Noventa Mil Imagens) e os cinco pagodes de Mahn.
O templo de Shittaung, é uma espécie de fortaleza no cimo de uma pequena colina que dizem ter sido construído para celebrar a vitória frente a um ataque dos portugueses, em 1535. O nome significa Templo das Oitenta Mil Imagens, que tinham sido recolhidas pelo rei Minbin nos territórios budistas conquistados, e foi durante muito tempo a residência do sumo-sacerdote arracanês.
O rei birmanês Tabinshwehti atacou em vão Mrauk-U em 1546-1547. Em 1784 o rei Bodawpaya enviou  uma expedição comandada pelo seu filho, que apoderou-se dela em 2 de janeiro de 1785. A cidade ficou sob domínio birmanês até a primeira Guerra anglo-birmanesa, ao fim da qual passou com todo o Arracão sob domínio britânico (1826). A sua população era então apenas de aproximadamente 20 mil habitantes.
Hoje Mrauk-U é um site arqueológico e turístico de grande importância, a dois dias de Rangum ou 3 a 5 horas desde Sittwe.

## Templos de Mrauk-U

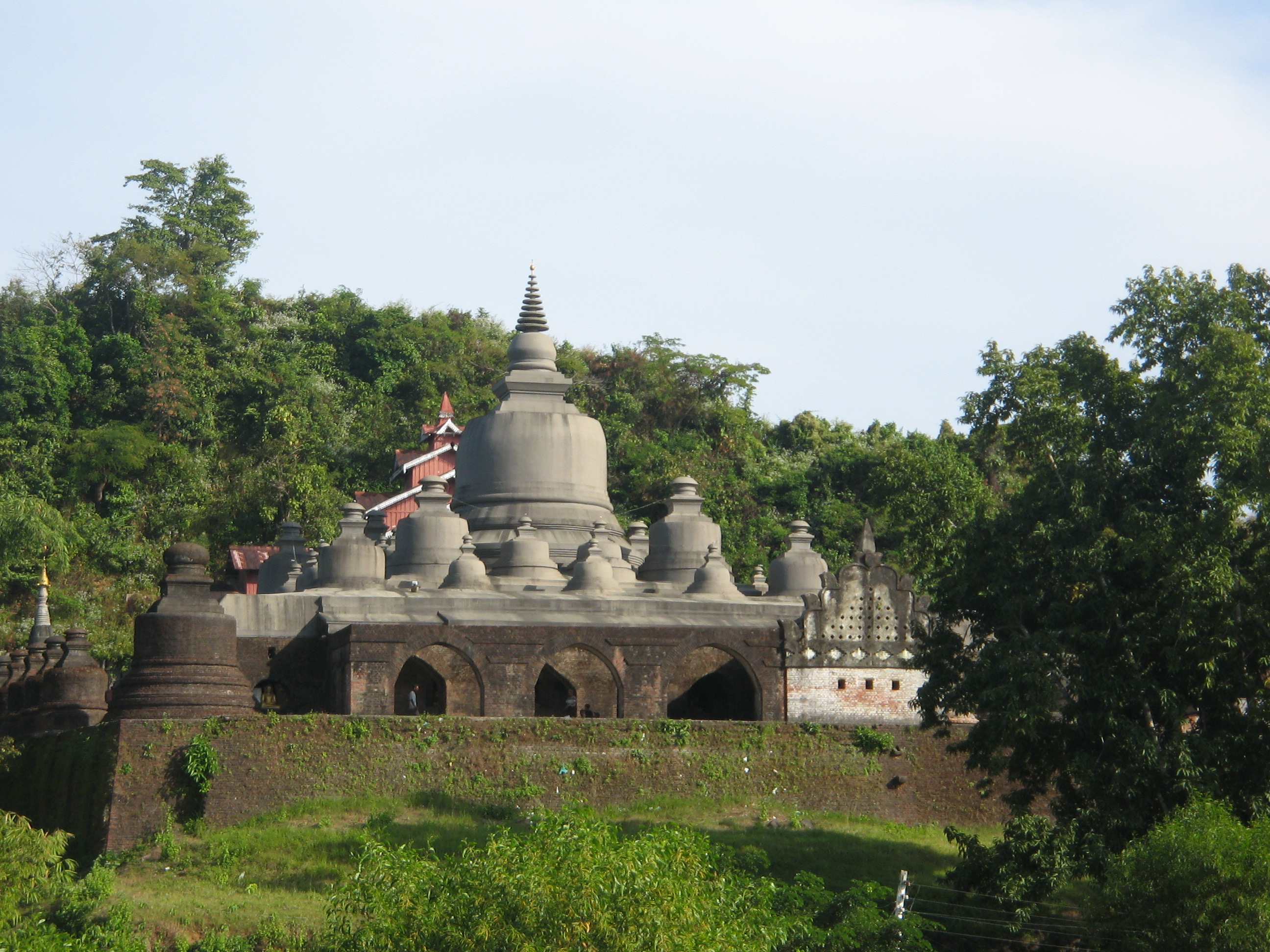
o templo de Shitthaung (2008)

A lista que segue apresenta as construções religiosas mais notáveis da cidade e arredores.
- Templo de Shitthaung
- Templo de Htukkanthein
- Templo de Koe-thaung
- Sala de ordinação Andaw-thein
- Templo de Le-myet-hna
- Pagode dos cinco Mahn
  - Pagode de Mingala-Mahn-Aung
  - Pagode de Ratna-Mahn-Aung
  - Pagode de Sakya-Mahn-Aung
  - Pagode de Lawka-Mahn-Aung
  - Pagode de Zina-Mahn-Aung
- Templo de Sanda Muni
- Mosteiro Bandoola Kyaung

Os monumentos são principalmente budistas, mas encontram-se também de outras religiões, como a velha mesquita Santikan, construída durante o reino de Min Saw Mon no sul-oeste da cidade.